# Ingiloys
Les Ingiloys (en géorgien : ინგილოები, Ingiloebi et en azéri : İngiloylar) sont une sous-groupe ethnique géorgien vivant en actuel Azerbaïdjan (plus particulièrement en Saingilo, une région comprenant une partie moindre de la région historique d'Héréthie).

## Histoire
L'origine des Ingiloys remonte à la région d'Héréthie, une principauté dépendante de l'Ibérie qui fut graduellement incorporée à la sphère culturelle kartvélienne dans un contexte de déclin de l'Aghbanie vers le Ve siècle.
Au XVe siècle, le terme d'Héréthie aurait commencé à disparaitre au profit du nom Kakhétie, ce qui peut s'expliquer par l'existence du Royaume de Kakhétie et d'Héréthie (un royaume unifié) et une proximité culturelle entre les deux sous-groupes ethniques. 
Cependant, les décisions punitives Chah Abbas au XVIIe siècle et le phénomène de Lekianoba ont affaibli les Hères. De plus, le Lekianoba a poussé les peuples montagnards comme les Avars ou encore les Tsakhours à s'installer sur les terres des Hères, affaiblis. Cette hégémonie symbolisée par le Sultanat d'Elisu, explique aussi l'islamisation partielle des Hères qui se font désormais appelés les Ingiloys (les « nouveaux convertis »).

## Démographie
Les Ingiloys vivent principalement en Azerbaïdjan, et sont plus précisément concentrés dans trois subdivision (raion), à savoir : Balakən, Zaqatala et Qax.
| 1926  | 1939   | 1959  | 1970   | 1979   | 1989   | 1999   | 2009  |
| ----- | ------ | ----- | ------ | ------ | ------ | ------ | ----- |
| 9 500 | 10 196 | 9 526 | 13 595 | 11 412 | 14 197 | 14 900 | 9 900 |

Religieusement parlant, les Ingiloys habitant à Qax sont des chrétiens orthodoxes tandis qu'à Balakən et à Zaqatala sont des musulmans chiites.
Les Ingiloys parlent le géorgien et ont leur propre dialecte appelé Ingolouri, reconnaissable par l'absence du son "dj" et "dz" et par des emprunts aux langues turciques.